# Megalestes lieftincki
Megalestes lieftincki là loài chuồn chuồn trong họ Synlestidae. Loài này được Lahiri mô tả khoa học đầu tiên năm 1979.